# Shakotan
Shakotan (積丹町?) è una cittadina giapponese della prefettura di Hokkaidō.